# صوت الشعب (مبادرة سلام)
صوت الشعب (بالعبرية: המפקד הלאומי‏) هي مبادرة مدنية إسرائيلية فلسطينية مكرسة لدفع عملية تحقيق السلام بين إسرائيل والفلسطينيين. قام المؤسسان المشاركان عامي أيالون الرئيس السابق لـ "الشاباك" وسري نسيبة بالتوقيع على المبادرة في 27 يوليو 2002، وأطلقاها رسميًا في مؤتمر صحفي عقد في تل أبيب في 25 يونيو 2003. كانت الخطوط العريضة وبعض التفاصيل الخاصة بالمبادرة معروفة قبل أشهر من ذلك وقد أدت إلى استجابات من المقترحات المتنافسة.
المقترحات الرئيسية للمبادرة هي:
- دولتان لشعبين.
- حدود على أساس خطوط 4 يونيو 1967.
- تكون القدس مدينة مفتوحة وعاصمة لدولتين.
- لن يعود اللاجئون الفلسطينيون إلا إلى الدولة الفلسطينية.
- ستكون فلسطين منزوعة السلاح.

عند التطبيق الكامل لهذه المبادئ، ستنتهي جميع المطالبات على الجانبين والنزاع الإسرائيلي الفلسطيني.
على عكس عدد من المقترحات الأخرى، تسعى المبادرة إلى حل النزاع في اتفاقية واحدة. لم يتم تصور أي خطوات مرحلية أو مؤقتة.
وتسعى المبادرة إلى التأثير على العملية السياسية من خلال تقديم التماس، للحصول على توقيعات كافية من سكان المنطقة من جميع أطراف النزاع لدفع قادة الأطراف المختلفة إلى إبرام اتفاق سلام. أفاد موقع صوت الشعب في 26 كانون الثاني (يناير) 2004 أن 156,000 إسرائيلي و 100,000 فلسطيني قد وقّعوا على المبادرة. في أواخر عام 2007، توقف الموقع عن الاتصال بالإنترنت. عاد الجزء العبري إلى الإنترنت في عام 2008، وفي 11 أكتوبر / تشرين الأول 2008 أفاد أن 251,000 إسرائيلي و 160,000 فلسطيني قد وقعوا.

## دبلوماسية ومعاهدات السلام العربية الإسرائيلية
- مبادرة جنيف (2003)
- مؤتمر باريس للسلام 1919
- اتفاقية فيصل وايزمان (1919)
- اتفاقيات الهدنة لعام 1949
- اتفاقيات كامب ديفيد (1978)
- معاهدة السلام المصرية الإسرائيلية (1979)
- مؤتمر مدريد 1991
- اتفاقيات أوسلو (1993)
- معاهدة السلام الأردنية الإسرائيلية (1994)
- قمة كامب ديفيد 2000
- عملية السلام الإسرائيلية الفلسطينية
- مشاريع السلام العربية الإسرائيلية
- قائمة مقترحات السلام في الشرق الأوسط
- القانون الدولي والصراع العربي الإسرائيلي

## روابط خارجية
- بيان المبادئ - وقعه عامي أيالون وساري نسيبة في 27 يوليو / تموز 2002 ReliefWeb
- أيالون - نسيبة "صوت الشعوب" قراءة نقدية ، غوش شالوم ، 16 آذار / مارس 2003